# Riau Ega Agatha
Riau Ega Agata Salsabilla, född 25 november 1991, är en indonesisk bågskytt. Han deltog vid olympiska sommarspelen 2016 och 2020.